# Ninia
Ninia es un género de serpientes de la familia de los colubridos que se conocen comúnmente como culebras de cafetal. El género tiene 10 especies que son nativas de México, América Central, y la parte de norte de Sudamérica. Algunas especies ocurren también en el Caribe (isla Trinidad).

## Especies
En la actualidad se reconocen las siguientes especies:
- Ninia atrata (Hallowell, 1845) - Serpiente de café de Hallowell.
- Ninia celata McCranie & Wilson, 1995 - Culebra de cafetal de Costa Rica.
- Ninia diademata (Baird & Girard, 1853) - Culebra de cafetal de collar.
- Ninia espinali McCranie & Wilson, 1995 - Culebra de cafetal de Espinal.
- Ninia franciscoi Angarita-Sierra, 2014 - Culebra de cafetal de Simla.
- Ninia guytudori Arteaga & Harris, 2023.[3]- Culebra de cafetal de Tudor.
- Ninia hudsoni Parker, 1940 - Serpiente de cafetal de Guyana, Serpiente de cafetal de Hudson.
- Ninia maculata (Peters, 1861) - Serpiente de cafetal anillada del Pacífico.
- Ninia pavimentata (Bocourt, 1883) - Serpiente de cafetal bandeada del norte.
- Ninia psephota (Cope, 1876) - Serpiente de cafetal de Cope.
- Ninia sebae (Duméril, Bibron & Duméril, 1854) - culebra de cafetal espalda roja.